# 310 a.C.

## Eventos
- Continua a Segunda Guerra Samnita.
- Quinto Fábio Máximo Ruliano, pela segunda vez, e Caio Márcio Rutilo Censorino, cônsules romanos.

## Mortes
- Píteas, mercador, geógrafo e explorador grego.